# HD 10647 b
HD 10647 b 또는 에리다누스자리 q1 b는 에리다누스자리 방향으로 57 광년 떨어져 있는 항성 HD 10647를 돌고 있는, 외계 행성이다. 이 행성의 질량은 목성형 행성 수준에 조금 미치지 못하는 수준이며, 모항성으로부터의 거리는 약 1.03 천문단위이다. 어머니 항성을 1회 공전하는 데는 33개월이 걸린다.

## 같이 보기
- 페가수스자리 51 b
- 물병자리 91 b
- 물고기자리 109 b
- 에리다누스자리 엡실론 b

## 참고 문헌
- Butler;  외. (2006). “Catalog of Nearby Exoplanets”. 《The Astrophysical Journal》 646 (1): 505 – 522. doi:10.1086/504701.[깨진 링크(과거 내용 찾기)] (웹 인쇄본)